# Борхані
Борхані (бенгальська: বোরহানী) — традиційний йогуртоподібний напій з Бангладешу. Він дуже подібний до індійського лассі, та вважається одним із його різновидів. Він дуже популярний у регіонах Дакка та Читтагонг.

## Етимологія назви
Походження назви напою невідомо. Однак слово, швидше за все, походить від арабської Burhan (араб. برهان), що означає «доказ».
Крім того, воно могло походити від перського терміна Борані (перс. بورانی), що позначає страву з йогурту та зелені.

## Вживання
Його часто вживають після важкої та жирної їжі, такої як баранина, бір'яні, плову тощо. На всіх традиційних святах, таких як весілля, ювілеї та під час іфтар у Рамадан та інші культурних святах, борхані є обов'язковим. Смак напою занадто пряний і терпкий. Ось чому люди подають його до такого виду їжі, бо він сприяє швидкому перетравленню їжі.З цієї причини люди вживають його після важкої їжі.

## Приготування
Його готують із кислого дахі (різновид йогурту), зелений перець чилі, насіння гірчиці, солі, коріандру та м'яти.Його можна подавати охолодженим або теплим, і зазвичай його подають як закуску чи десерт.
- В глибоку посудину потрібно насипати зелений перець чилі, листя м'яти, листя коріандру.
- Подрібнити всі інгредієнти разом, додати трохи солі.
- Все змішати з невеликою кількістю води та додати до неї дахі.
- Потім всі інгредієнти, перемішати протягом 10 хвилин міксером або змішати у блендері.
- Потім процідити через сито або тканину
- Додають колотий лід до напою.[4][8]